# 南京西路 (上海市)

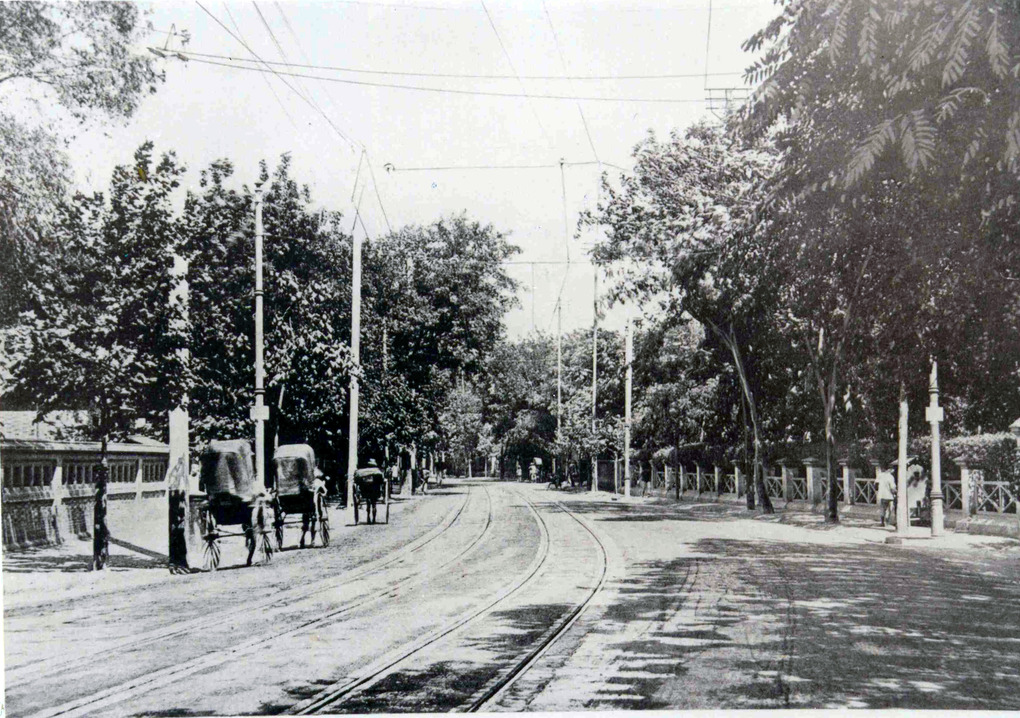
静安寺路旧景

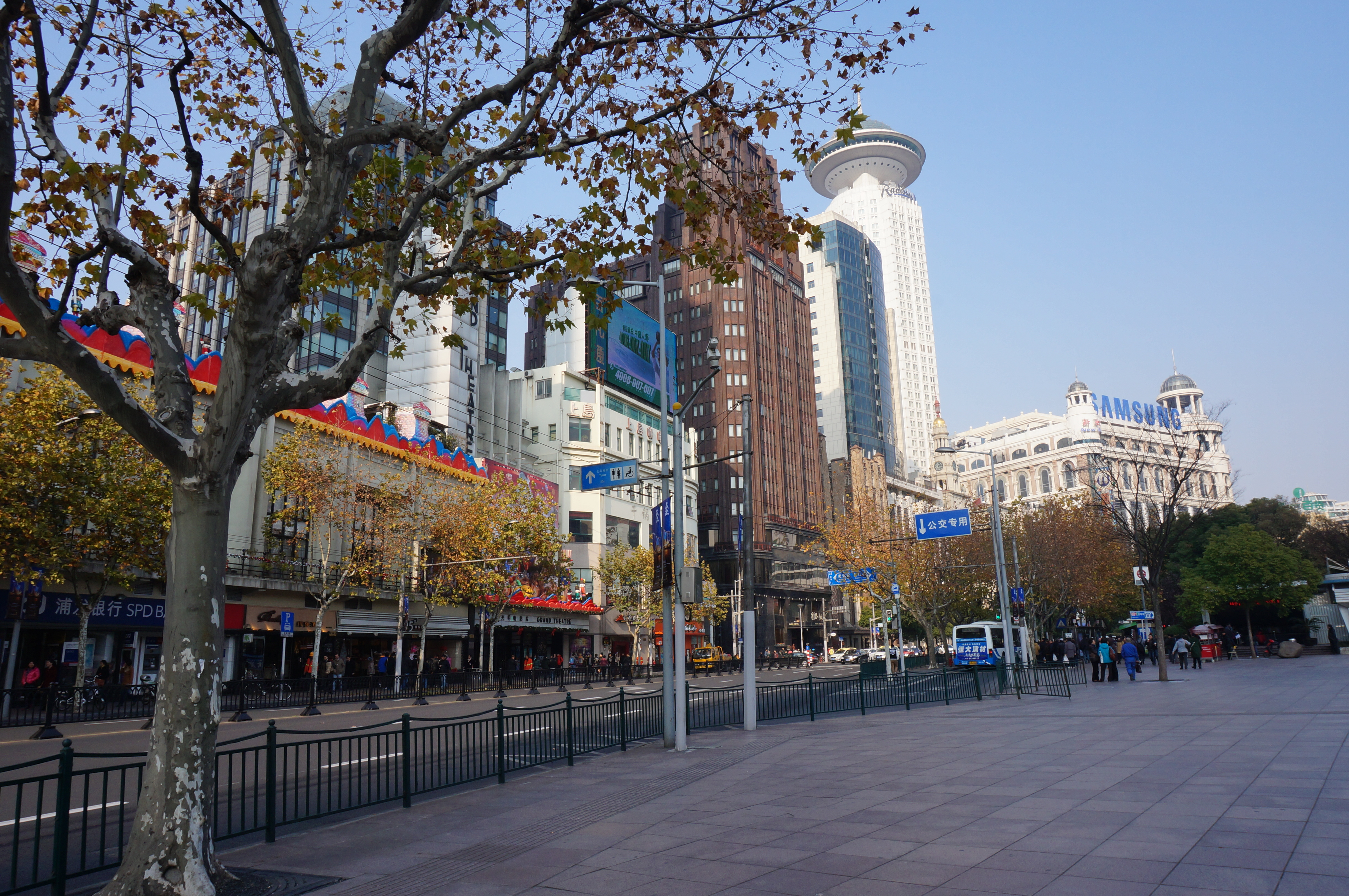
南京西路人民广场段街景

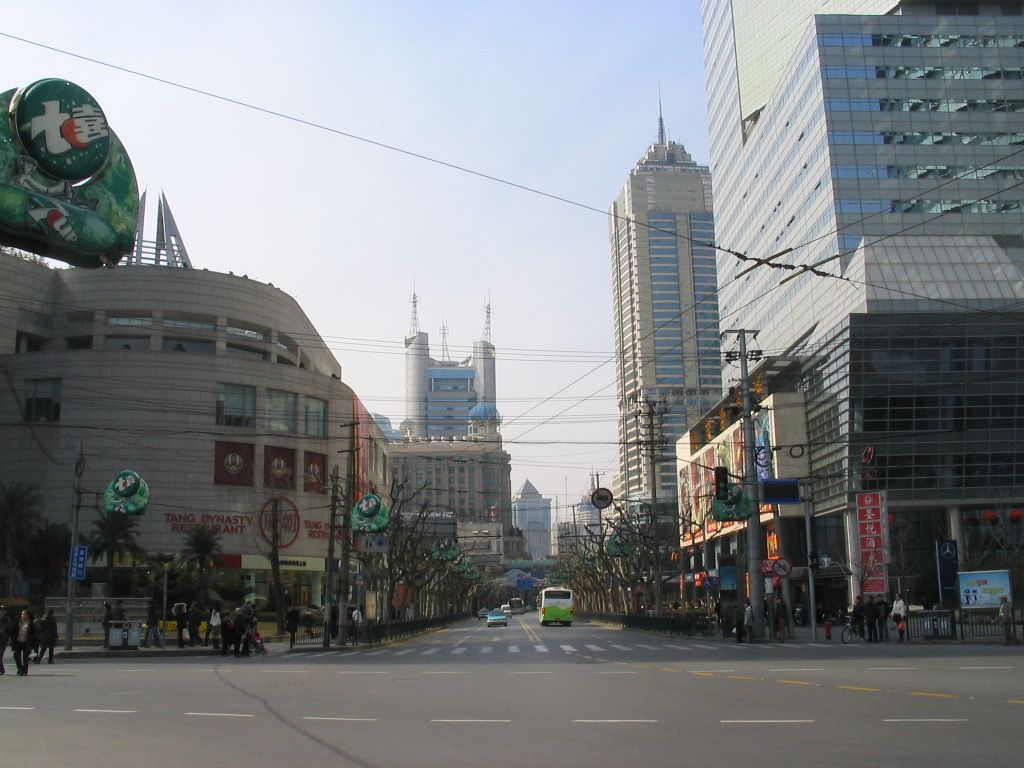
南京西路黃陂北路口

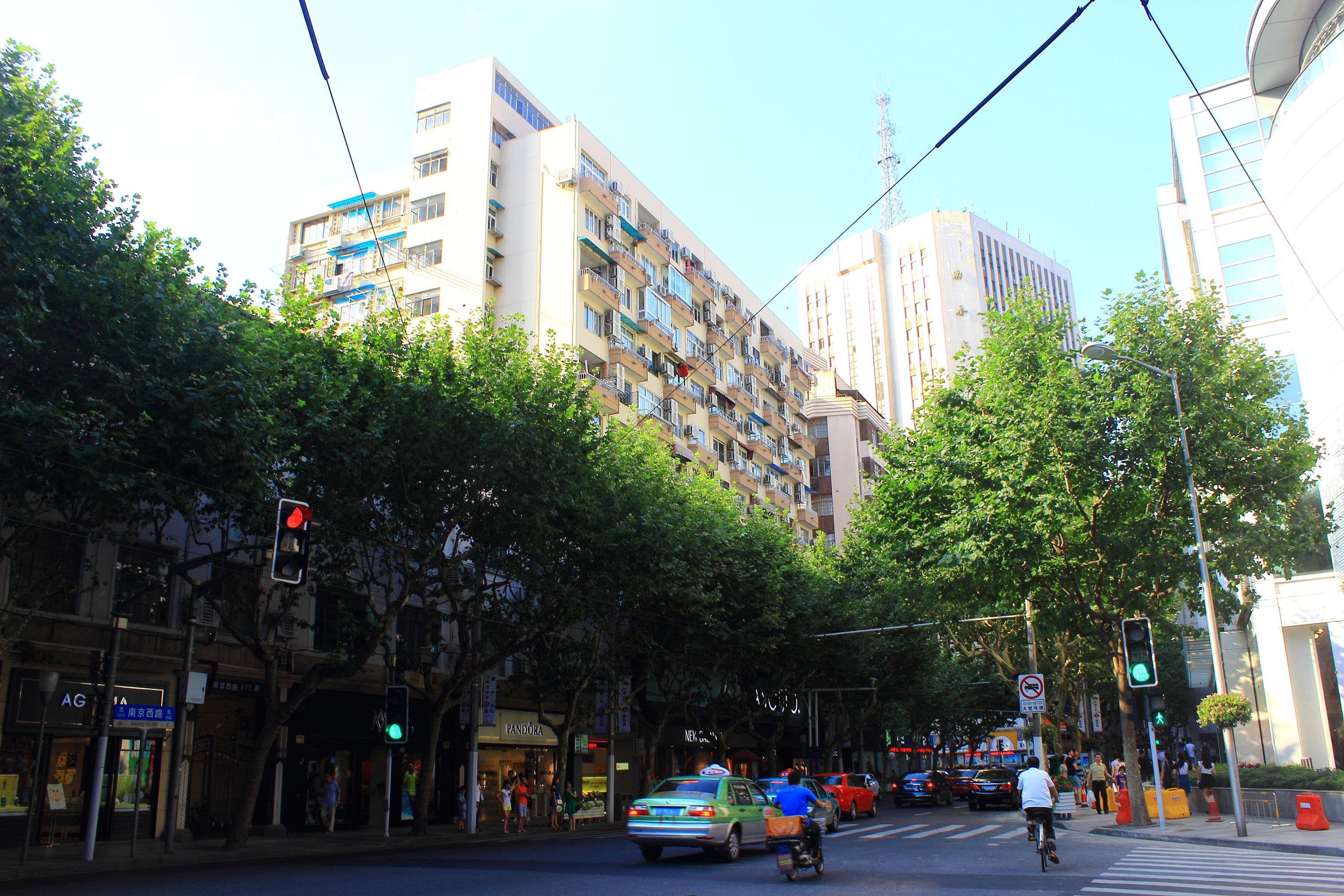
南京西路茂名北路口

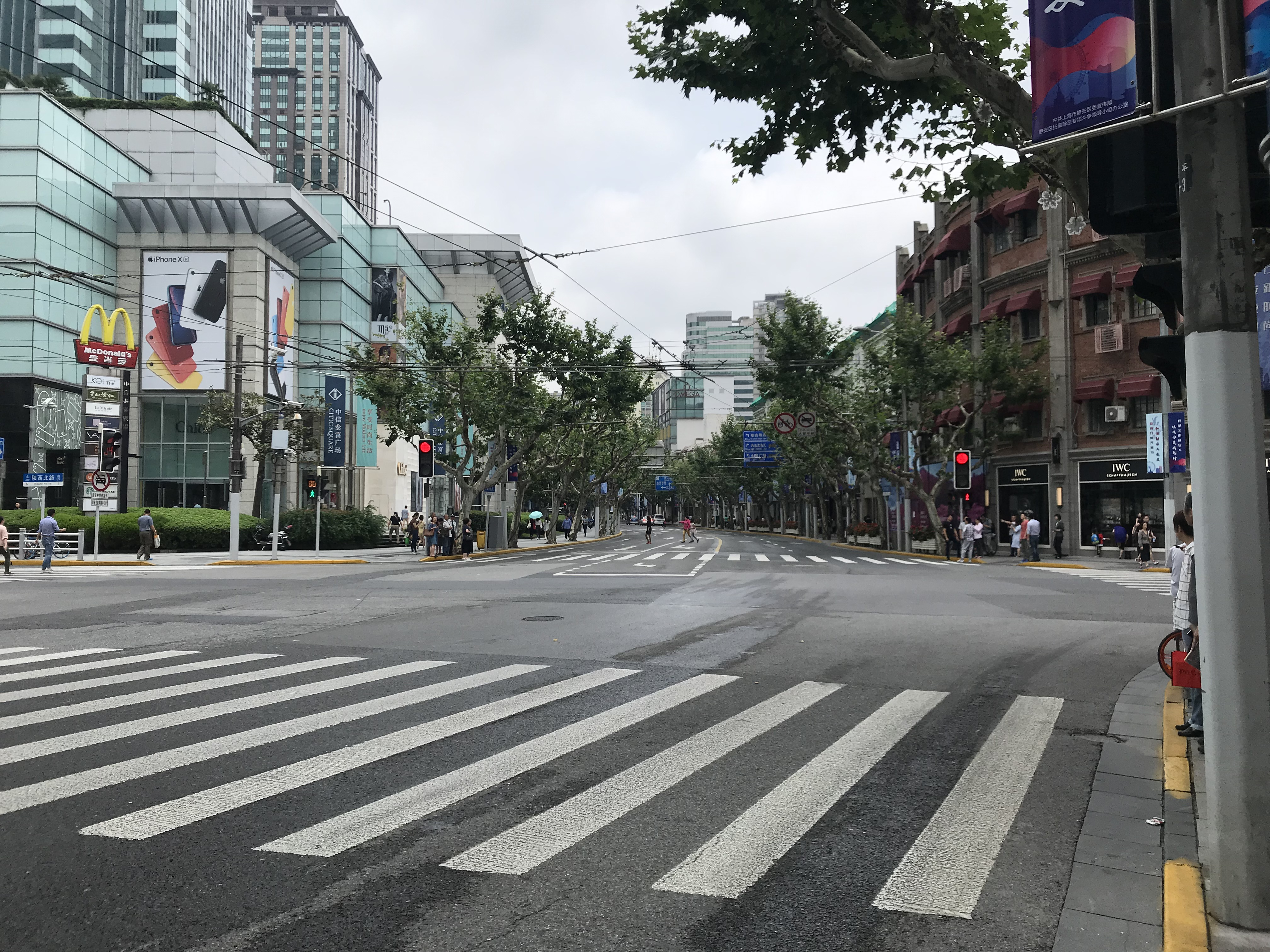
南京西路陕西北路口

南京西路是位于中華人民共和國上海市静安区及黄浦区的一条著名街道，原称静安寺路，1945年更为现名。静安寺路在民国时期也与霞飞路（今淮海中路）一道是以高档与时尚著名的商业街。这个特征也一直传承到了今天。现今的南京西路是上海传统的四大传统商业街，云集了众多高档商场、写字楼包括目前上海浦西第一高楼会德丰国际广场以及酒店。同时这些现代建筑与保留下来的花园住宅、公寓等其它历史建筑一起形成了现在南京西路特有的风味。

## 历史
南京西路原名静安寺路，始建于1860年代，初是上海公共租界越界修筑的一条道路。1899年，大部分纳入租界。1900年后，中外关系趋向缓和，外商对华投资大幅度增加。从20世纪开始到第一次世界大战爆发以前的十余年间，在上海经商致富的洋行大班们（多数是英国人）纷纷选择静安寺路兴建大型独立式花园别墅，不久这条马路沿线就形成上海最早的一片高级花园住宅区。
1920年代和1930年代，静安寺路两侧风貌迅速发生变化，从以独立式花园住宅为主演变为以公寓和新式里弄为主。随着人口密度的增加，沿路陆续开设众多商店，渐渐形成上海西区的商业中心。不过，静安寺路商业街的气氛与东面喧嚣的南京路（今南京东路）截然不同，经营方向趋向高档，以高级舞厅、电影院、咖啡馆和时装店闻名。
1937年8月13日，空前激烈的淞沪会战爆发，在持续3个月的战事期间，上海租界以外的地区几乎全部化为废墟，上百万来自闸北、南市以及虹口日本势力范围的大批商贾和难民为避难蜂拥而入形势如同“孤岛”的租界，静安寺路附近人口更为稠密，不少名店从市内其它地段迁入静安寺路营业，商业更趋繁荣。1941年12月，太平洋战争爆发，日军立刻进占租界，静安寺路的鼎盛时期就此结束。1945年，抗日战争结束后，1945年国民政府正式接收上海租界，将静安寺路更名为南京西路。

## 现状
南京西路大部分路段至今仍然基本保持租界时代大约20米的路幅，绿化良好，只有西康路和铜仁路间的一小段在1954年修建中苏友好大厦（今上海展览馆）时拓宽，1984年，这一段铺设彩色人行道板。
该路仍是上海绿化较好的马路之一，东端是由跑马厅改建的上海人民公园，西端是由万国公墓改建的静安公园。
虽然南侧建成了延安高架路，该路仍是上海东西交通干道之一，有20余条公交线路途经该路，两侧各种机构众多。
该路仍是上海重要商业街之一，虽然在1949年以后店铺大量减少，经营档次和服务质量明显降低，但自1992年以后，该路重现了昔日霓虹灯闪烁的夜景，多数店铺得到改造，同时新建从南汇路到西康路的梅龙镇广场、中信泰富廣場和上海恒隆广场（南京西路1266号，陕西北路口）三大商厦，形成上海的高档商业中心之一。2004年，久光百货在南京西路1618号（静安寺）开业。2017年，兴业太古汇在南京西路789号开业。
2001年，横跨南京西路、石门一路、石门二路、凤阳路多个道路的王家沙S形天桥被拆除。
目前，南京西路沿路的高档酒店有上海新世界丽笙大酒店、上海商城（波特曼丽思卡尔顿酒店）、锦沧文华大酒店、上海静安希尔顿酒店、上海国际贵都大饭店、上海宾馆、静安宾馆和百乐门大酒店等；高级写字楼有天安中心、仙乐斯广场、兴业太古汇、梅龙镇广场、中信泰富廣場、上海恒隆广场、上海越洋广场、会德丰国际广场和静安嘉里中心等。

## 沿路建筑
- 南京西路104号——华安大楼（今金门饭店 ）， 建于1926年
- 南京西路150号——西侨青年会（今上海体育大厦 ），建于1928年
- 南京西路170号——国际饭店，建于1934年
- 南京西路216号——大光明电影院，建成于1928年
- 南京西路325号——跑马总会（今上海美术馆，1933年）
- 南京西路702、722号——上海犹太总会及会所（702号上海皮革商厦，722号春兰集团），建于1911年
- 南京西路770－778号——德义大楼，建于1928年
- 南京西路784号——上海南京美发店，於1933年開業，2014年被評為上海老字號[2]
- 南京西路801号——同孚大楼（原中国银行西区分行），建于1935年
- 南京西路868-882号——大华公寓，郭绍虞旧居，建于1932年
- 南京西路931号——中央公寓，建于1925年
- 南京西路934号——麦脱赫斯脱大楼（今泰兴大楼），建成于1934年
- 南京西路962号——上海少年儿童图书馆（原上海儿童私立图书馆 ），建于1941年
- 南京西路1025弄——静安别墅，建成于1932年
- 南京西路1081弄20号——虞洽卿旧居
- 南京西路1400—1418号——郭宅（今市政府外事办公室）,原永安公司创始人郭乐、郭顺旧居，建于1924年
- 南京西路1522弄住宅——原由程霖生拥有
- 南京西路1550号——程霖生公馆（今上海市公安局静安分局 ）
- 常德路195号——常德公寓，张爱玲旧居，建成于1936年
- 南京西路1686号——静安寺。

## 交汇道路
- 西藏中路
- 九江路
- 黄河路
- 新昌路
- 黄陂北路
- 成都北路
- 青海路
- 吴江路
- 凤阳路
- 石门二路
- 石门一路
- 泰兴路
- 茂名北路
- 南汇路
- 江宁路
- 陕西北路
- 西康路
- 铜仁路
- 常德路
- 华山路
- 乌鲁木齐北路
- 永源路
- 延安西路